# Aphantopus insularis
Aphantopus insularis är en fjärilsart som beskrevs av Kurentzov 1966. Aphantopus insularis ingår i släktet Aphantopus och familjen praktfjärilar. Inga underarter finns listade i Catalogue of Life.